# Hesperocnide sandwicensis
Hesperocnide sandwicensis är en nässelväxtart som först beskrevs av Hugh Algernon Weddell, och fick sitt nu gällande namn av Hugh Algernon Weddell. Hesperocnide sandwicensis ingår i släktet Hesperocnide och familjen nässelväxter. Inga underarter finns listade i Catalogue of Life.

## Bildgalleri

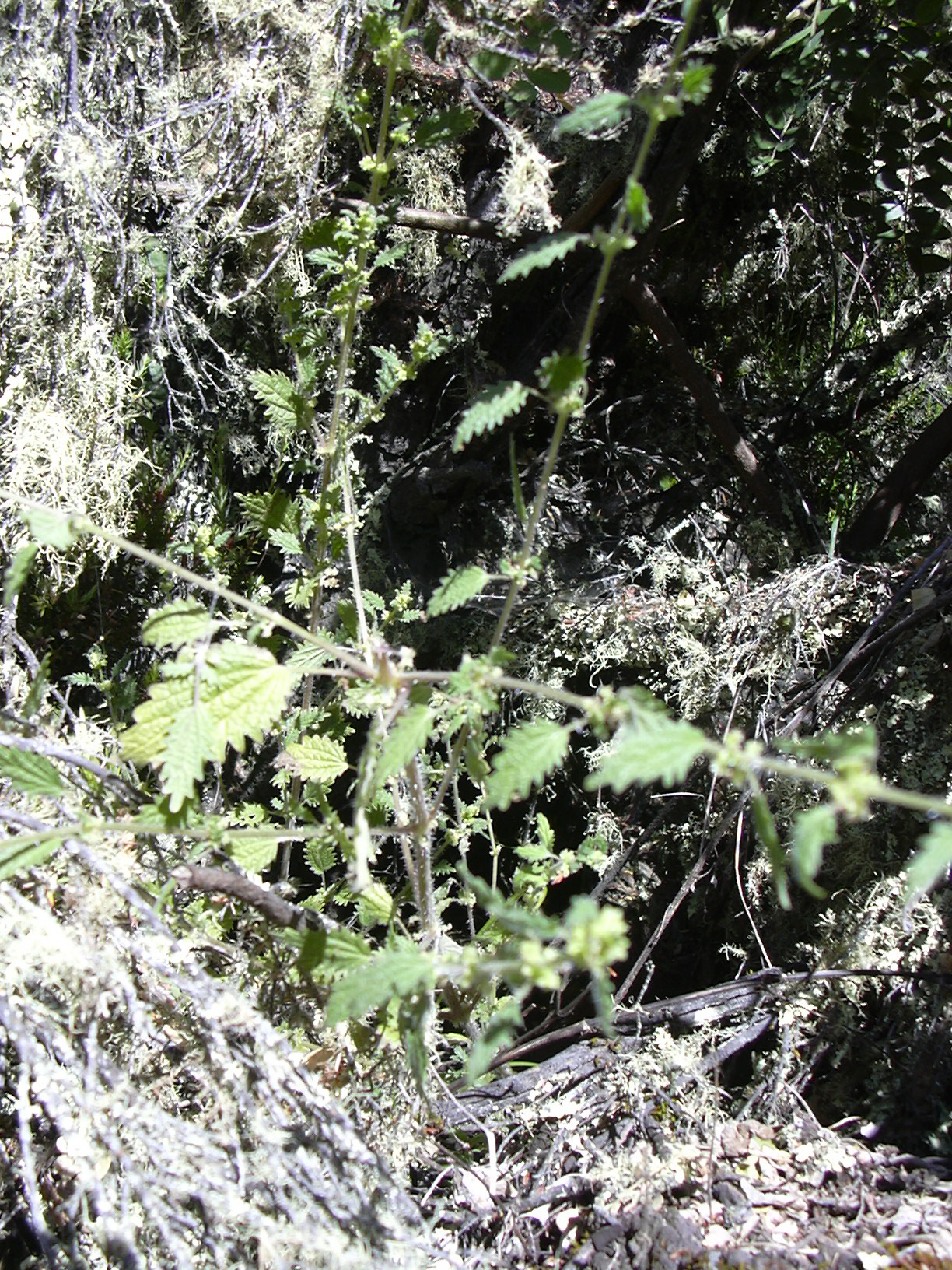
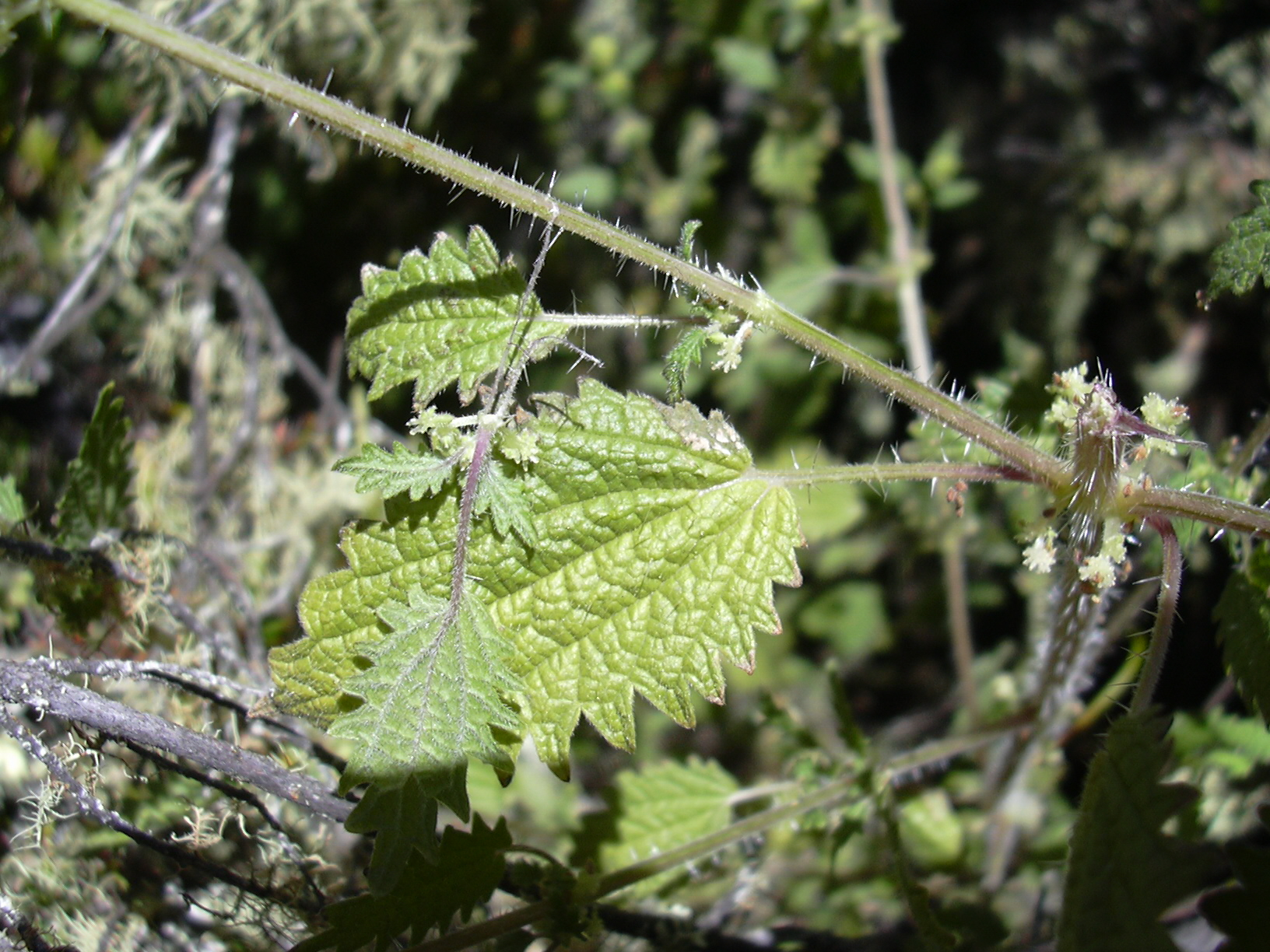
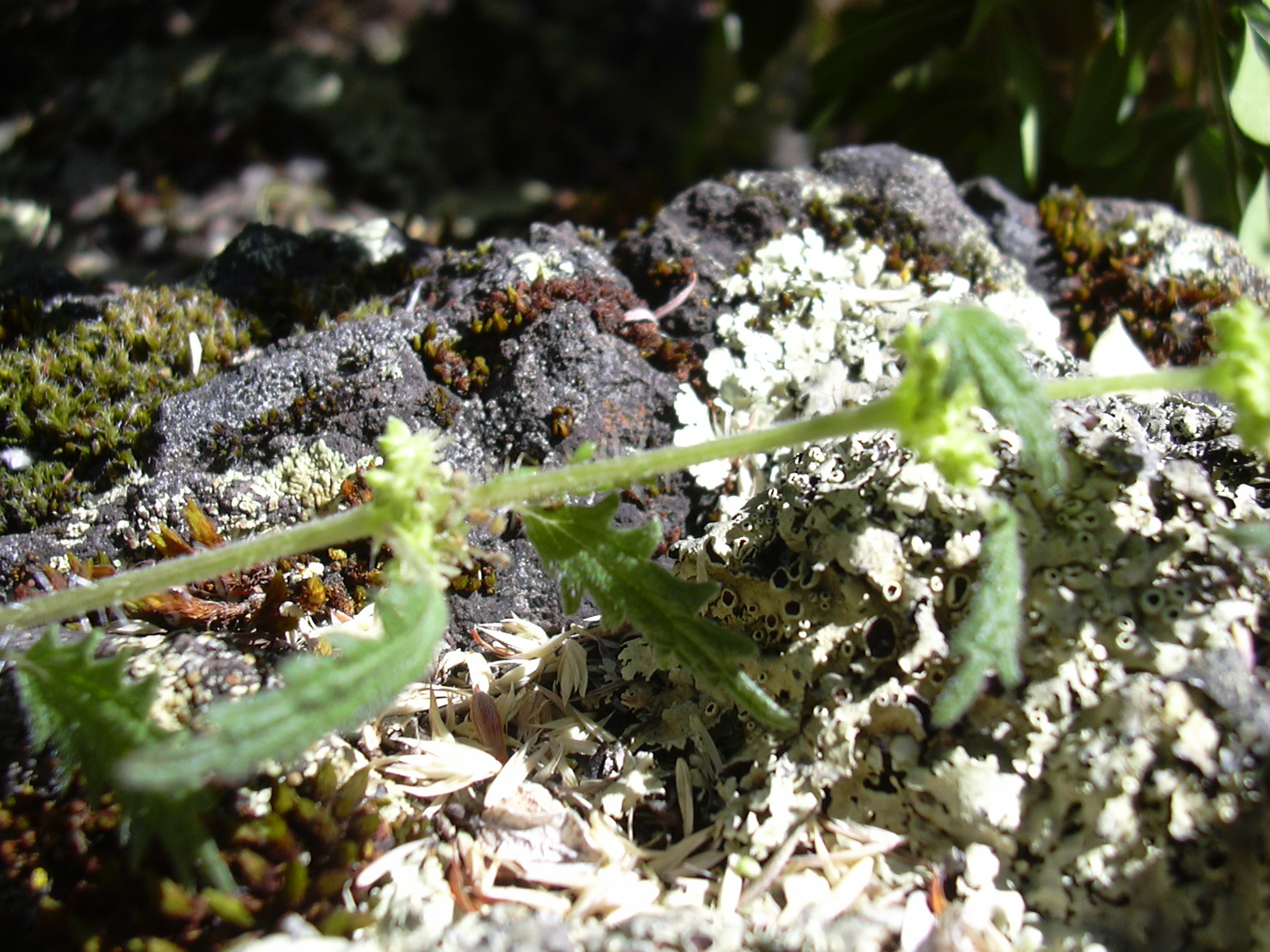
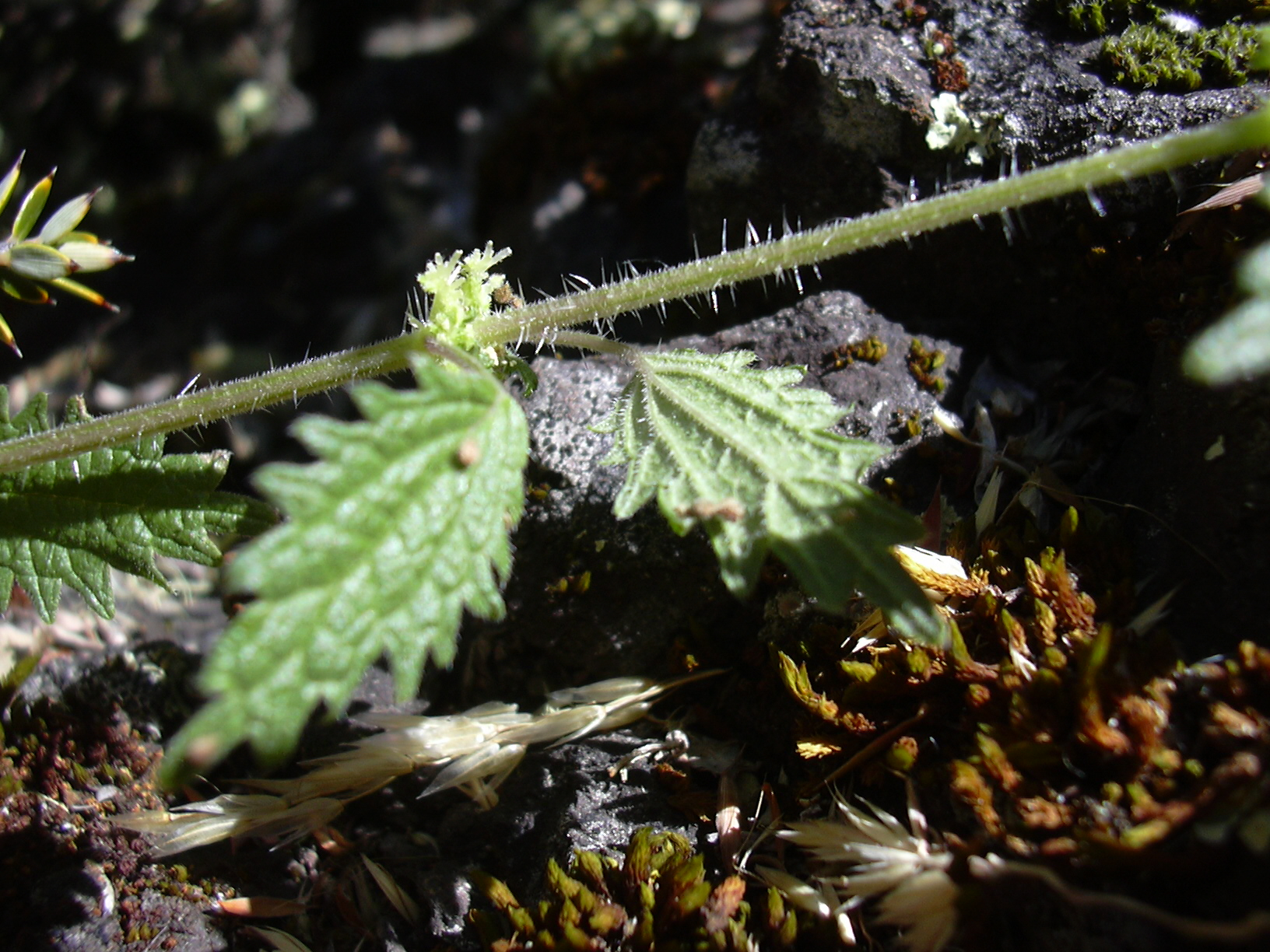
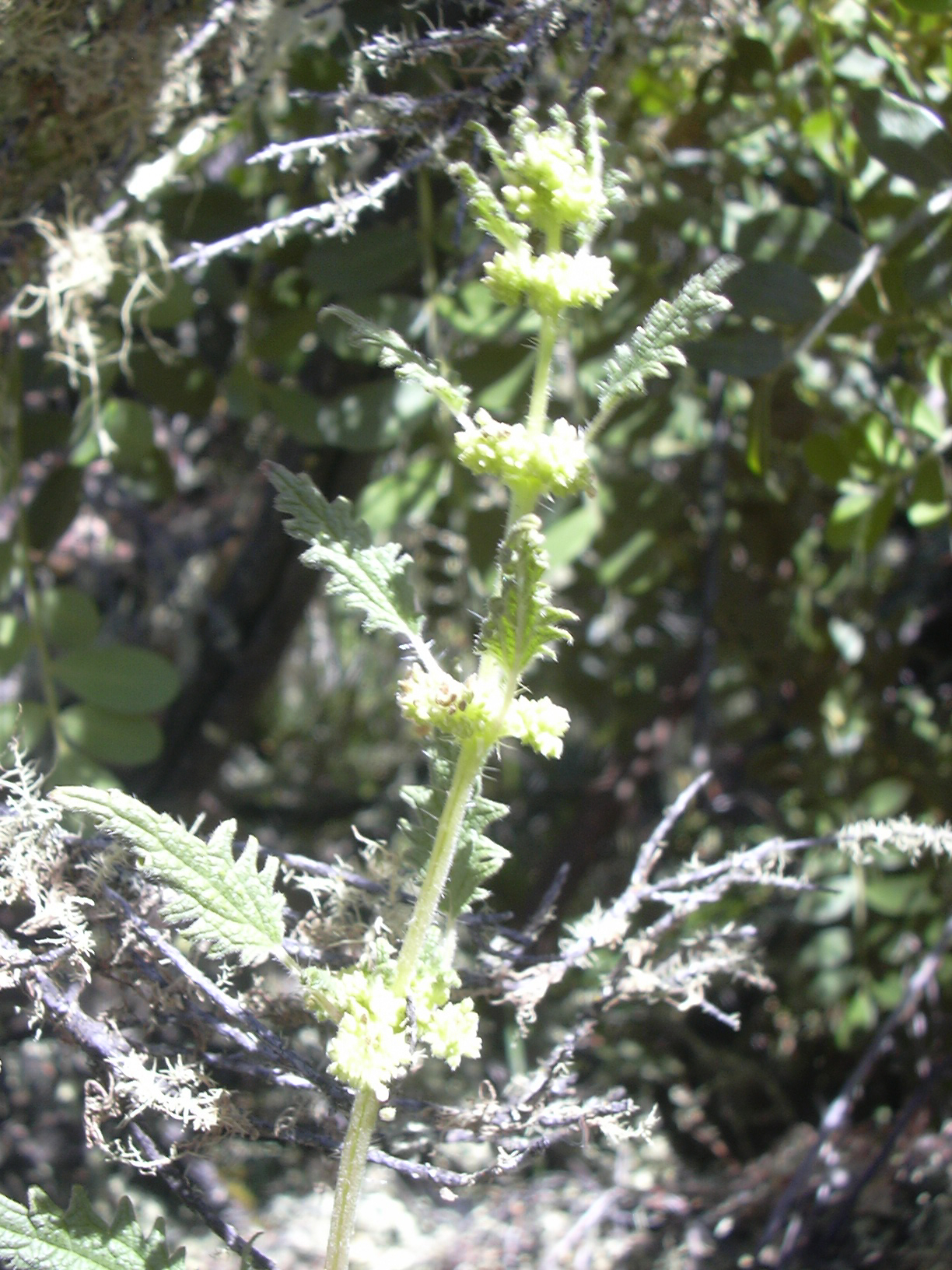
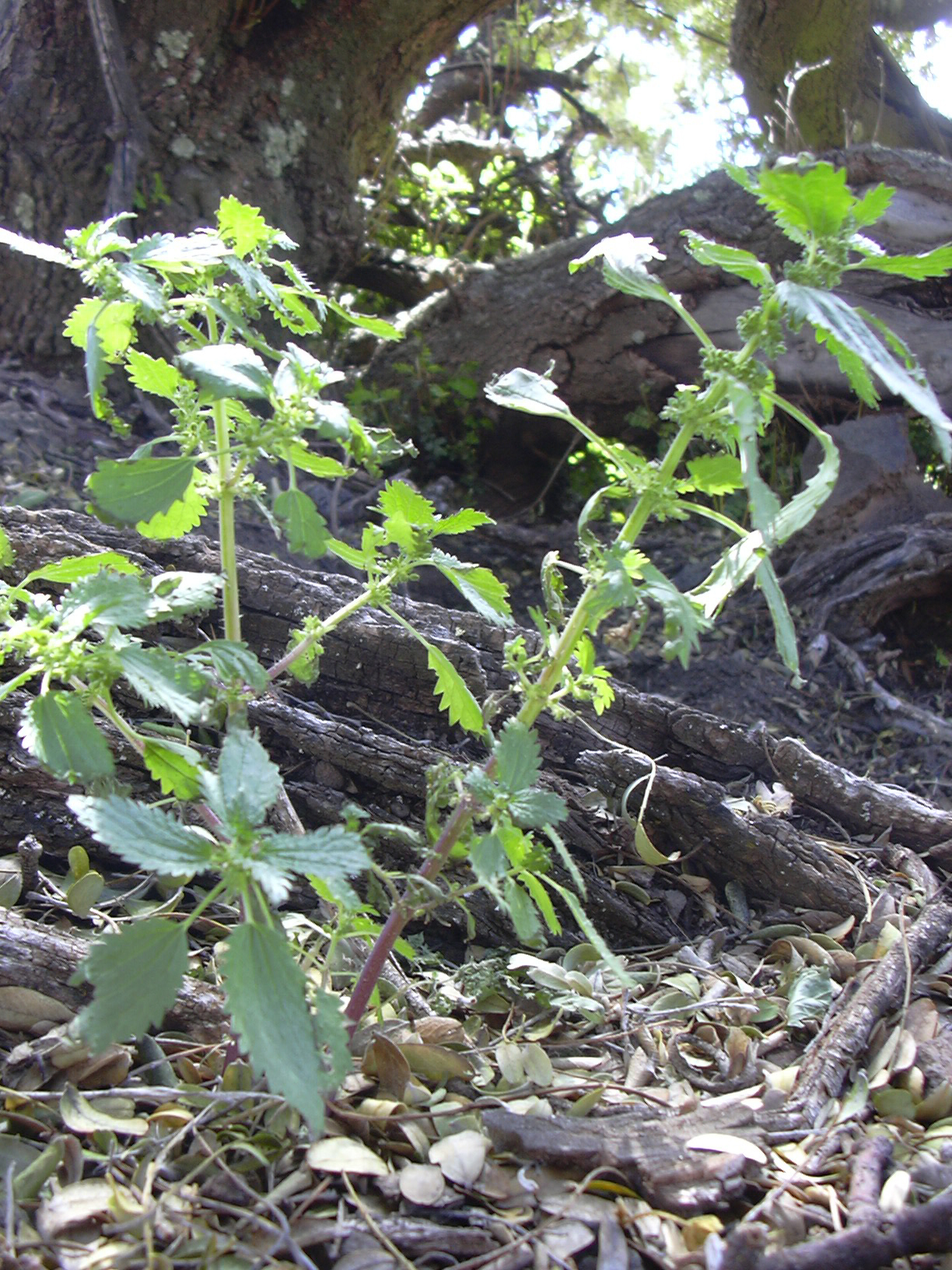